# بوف ماهیگیر
بوف ماهیگیر (نام علمی: Scotopelia) نام یک سرده از خانواده جغدان راستین است.